# Ardisia brachythyrsa
Ardisia brachythyrsa är en viveväxtart som beskrevs av Otto Stapf. Ardisia brachythyrsa ingår i släktet Ardisia och familjen viveväxter. Utöver nominatformen finns också underarten A. b. stellata.